# Santa Maria Riparatrice
Santa Maria Riparatrice är ett dekonsekrerat kapell i Rom, helgat åt Jungfru Maria. Kapellet är beläget vid Via degli Artisti i Rione Colonna.

## Historia
År 1857 grundade fransyskan Émilie d'Oultremont (1818–1878) Sœurs de Marie-Réparatrice, på svenska Maria Reparatrix-systrar. De ägnar sig åt eukaristisk tillbedjan samt att evangelisera i samhället, särskilt bland kvinnor, vilka de bjuder in till reträtter. År 1869 öppnade systrarna sitt kloster vid Via degli Artisti i Rom. I slutet av 1890-talet flyttade systrarna emellertid till Santa Croce e San Bonaventura dei Lucchesi vid Via Lucchesi och kapellet stängdes.
Exteriören utgörs av en portal i nybarock. Ovanför kapellets port sitter en liten lynett i majolika föreställande Bebådelsen. Portalen omges av rusticering och kröns av en åttkantig stjärna, palmkvistar och voluter. Ovanför portalen finns en liten balkong som vilar på konsoler.